# 新北市新莊區丹鳳國民小學
新北市新莊區丹鳳國民小學（英文譯名：Danfeng Elementary School），簡稱丹鳳國小，位於台灣新北市新莊區。

## 校史
- 1980年創校，首任校長簡而文先生就職，暫借國泰國小上課。
- 1981年動土興建24間教室。同年9月2日由國泰國小，遷回本校上課。
- 1982年增建教室14間，10月張清信先生捐款「張玉輝獎學金」，11月增建教室26間。
- 1983年興建200公尺跑道操場，12月增建教室10間。
- 1987年張清信先生捐贈「玉輝園」、低年級圖書館及龍鳳堂設備。
- 1990年洪志國先生繼任第二任校長，成立啟智班。
- 1993年增建至善樓教室30間。
- 1994年補校設立，設立幼稚園，設置資源班。
- 1995年校門由天泉一街，遷至中山路現址。
- 1997年趙福來先生繼任第三任校長。
- 1998年設置韻律教室。
- 1999年「張玉輝獎學金」轉籌建玉輝亭。
- 2000年孔子銅像修建落成。設置校史館。
- 2002年林惠煌先生繼任第四任校長。
- 2003年成立丹鳳桌球隊。
- 2005年成立原住民教育推廣中心。
- 2008年趙家誌女士繼任第五任校長。
- 2014年高淑真女士繼任第六任校長。
- 2021年張以桓先生繼任第七任校長。

### 歷屆校長
| 任別 | 就職時間 | 姓名   |
| ---- | -------- | ------ |
| 一   | 1980     | 簡而文 |
| 二   | 1990     | 洪志國 |
| 三   | 1997     | 趙福來 |
| 四   | 2002     | 林惠煌 |
| 五   | 2008     | 趙家誌 |
| 六   | 2014     | 高淑真 |
| 七   | 2021     | 張以桓 |

## 校徽
赤色的圓形中，下方三根展翅的鳳羽，而上方的半圓環中帶一點，是代表鳳眼。